# 69.ª Brigada Mixta (Ejército Popular de la República)
La 69.ª Brigada Mixta fue una unidad del Ejército Popular de la República que participó en la guerra civil española, tomando parte en algunas de las más importantes batallas de la contienda: Brunete, Teruel, Levante o Peñarroya.

## Historial
La brigada fue creada en diciembre de 1936 a partir de varios batallones de ideología comunista. Originalmente la unidad se denominó Brigada «B», y quedó bajo el mando del mayor de milicias Gustavo Durán Martínez, un conocido compositor musical y pianista. Durante la guerra la 69.ª BM se reveló como una unidad fiable.

### Frente del Centro
La unidad tuvo su bautismo de fuego en la Tercera batalla de la carretera de La Coruña: el 2 de enero de 1937, mientras la 69.ª BM cubría el frente situado entre Villafranca del Castillo, Castillo de Villafranca y Romanillos, recibió el grueso de la ofensiva sublevada y hubo de retirarse. El 13 de enero la brigada se encontraba en vanguardia, situada en la tapia del Monte del Pardo, cuando fue enviada a Galapagar para participar en una proyectada ofensiva sobre Brunete que finalmente no tuvo lugar. A finales de enero quedó encuadrada en la 8.ª División del II Cuerpo del Ejército. Además, fue enviada a Alcalá de Henares para recibir nuevo armamento y equipo, con vistas a participar en la batalla del Jarama como reserva móvil. El 23 de febrero fue transferida a la División "C" e intervino en varios ataques contra la colina del Pingarrón. Al final de los combates en el Jarama quedó adscrita a la División "B", que luego se renombró como 35.ª División.
Entre el 10 y el 14 de abril participó en un fallido ataque sobre el Cerro Garabitas, en Marid. A finales de mayo sus batallones se concentraron en Hoyo de Manzanares, Colmenar Viejo, Guadalix y Chozas de la Sierra para, junto a la XIV Brigada Internacional, tomar parte en la llamada Ofensiva de Segovia. La mañana del 30 de mayo la 69.ª BM sufrió muchas bajas en su primer ataque, que se realizó de día y sin las debidas precauciones. Sin embargo, ese mismo día comenzó el asalto contra las posiciones enemigas de Cabeza Grande, Matabueyes y La Cruz de la Gallega, logrando conquistas algunas de ellas. Sin embargo, en cuanto se produjo el contraataque enemigo a la 69.ª BM le fue imposible mantener el control de estas posiciones. Intentaría reconquistarlas con el apoyo de la 3.ª Brigada Mixta, pero sin éxito. Con el final de la ofensiva, el 6 de junio volvió a sus posiciones de partida.
En junio los soldados y oficiales de la brigada celebraron un partido de fútbol propagandístico en Madrid.
En julio la 69.ª BM participó en la batalla de Brunete cubriendo uno de los flancos del eje principal de la ofensiva republicana, pero no tomó parte en los combates principales de la batalla. Para entonces la brigada había quedado adscrita a la 47.ª División de nueva creación. Durán se hizo cargo del mando de la división, cediendo su puesto al mayor de milicias Rodolfo Carretero Iranzo.

### Frente de Aragón
En diciembre de 1937 fue enviada al Frente de Aragón para intervenir en la Batalla de Teruel. El 1 de enero de 1938 logró capturar la estratégica posición de la Muela de Teruel, aunque tras sufrir numerosas bajas. Tras la caída de la ciudad en manos republicanas, la brigada quedó a cargo de la defensa de la carretera de Teruel a Sagunto. 
Unas semanas después, con el comienzo de la Ofensiva franquista en Aragón, la 69.ª BM rechazó los ataques del general Aranda en el Maestrazgo. A partir del mes de abril, tras la división en dos de la zona republicana, la brigada participó en la Campaña del Levante, haciendo frente a las fuerzas franquistas que avanzaban hacia Valencia.

### Últimos meses
En noviembre de 1938 fue enviada al frente de Extremadura para tomar parte en la ofensiva de Peñarroya, que iba a constituir la última acción bélica republicana de la Guerra civil. El 5 de enero de 1939, durante el primer día de la ofensiva, la brigada protagonizó un avance espectacular, llegando hasta la zona de Valsequillo y La Granjuela, ocupando además el llamado "Cerro Mulva". Sin embargo, la ofensiva republicana se agotó a los pocos días y la 69.ª BM vio detenidos sus avances en esta zona. Después de fuertes combates, el 2 de febrero la ofensiva republicana dio por concluida y la brigada regresó a su punto de partida.
Durante la sublevación del Coronel Casado, la 69.ª BM se mantuvo fiel al gobierno republicano, y junto a otras brigadas de las divisiones 47.ª y 70.ª lograron deponer al jefe del XXII Cuerpo del Ejército, el teniente coronel Juan Ibarrola. El golpe de Casado finalmente triunfó, pero las fuerzas casadistas no emprendieron ninguna acción contra la 69.ª BM u otras unidades de tendencia comunista. La unidad desapareció con el final de la contienda, a finales de marzo.

## Mandos
Comandantes
- Mayor de milicias Gustavo Durán Martínez;
- Mayor de milicias Rodolfo Carretero Iranzo;

Comisarios
- Nicolás Yuste Serra, del PCE;[7]
- Sófocles Parra Salmerón;